# Badimia vezdana
Badimia vezdana é uma espécie de líquen da família Pilocarpaceae. Foi descrito cientificamente em 2011.